# Вовк Юрій Богданович
Ю́рій Богда́нович Вовк  (нар. 11 листопада 1988, Львів) — український шахіст, майстер спорту України, гросмейстер (2008). Закінчив Львівський університет.
Його рейтинг станом на березень 2020 року — 2566 (371-ше місце у світі, 29-те в Україні).

## Кар'єра
2009 рік
- 1 місце на опен-турнірі, що проходив в Каппель-ла-Гранд, Франція

2014 рік
- 1 місце на опен-турнірі «FE 17 Citta' di Padova», що проходив в місті Падова (Італія). Результат 7 очок з 9 можливих (+5-0=4).

2015 рік
- 5 місце на чемпіонаті Європи, що проходив в Єрусалимі.[1][2]
- 1 місце на опен-турнірі «Petrovac 2015», що проходив в місті Петровац (Чорногорія). Результат 7 очок з 9 можливих (+5-0=4).[3]
- 1 місце на опен-турнірі «OP 4 Ecoresort Le Sirene», що проходив в місті Галліполі (Італія). Результат 8 очок з 9 можливих (+7-0=2).
- 2 місце на опен-турнірі «33 Open Internacional d'Andorra Hotel St. Gothard», що проходив в Андоррі. Результат 7 очок з 9 можливих (+6-1=2).
- 10 місце у півфіналі чемпіонату України, що проходив у Львові. Результат 6½ очок з 9 можливих (+5-1=3).[4]
- 1/32 фіналу на кубку світу ФІДЕ, поступився Вей І на тай-брейку з рахунком 3½ — 4½.[5]

У жовтні 2015 року на чемпіонаті світу зі швидких та блискавичних шахів, що проходив у Берліні, посів:
 — 69 місце на турнірі зі швидких шахів, набравши 8 з 15 очок (+8-7=0),
 — 9 місце на турнірі з блискавичних шахів, набравши 13½ з 21 очка (+10-4=7).

## Зміни рейтингу
| На цьому місці має відображатися графік чи діаграма, однак з технічних причин його відображення наразі вимкнено. Будь ласка, не видаляйте код, який викликає це повідомлення. Розробники вже працюють для того, щоби відновити штатне функціонування цього графіка або діаграми. | |
| | На цьому місці має відображатися графік чи діаграма, однак з технічних причин його відображення наразі вимкнено. Будь ласка, не видаляйте код, який викликає це повідомлення. Розробники вже працюють для того, щоби відновити штатне функціонування цього графіка або діаграми. |